# Liste des monuments historiques de Nevers
Ce tableau présente la liste de tous les monuments historiques classés ou inscrits dans la ville de Nevers, Nièvre, en France.

## Liste
| Monument                                                 | Adresse                                                                               | Coordonnées                      | Notice         | Protection     | Date      | Illustration                                            |
| -------------------------------------------------------- | ------------------------------------------------------------------------------------- | -------------------------------- | -------------- | -------------- | --------- | ------------------------------------------------------- |
| Abbaye de Fontmorigny                                    | 14 rue Fontmorigny                                                                    | 46° 59′ 28″ nord, 3° 09′ 54″ est | « PA00112934 » | Inscrit        | 1946      | Abbaye de Fontmorigny                                   |
| Abbaye Saint-Genest                                      | Rue Saint-Genest                                                                      | 46° 59′ 11″ nord, 3° 09′ 17″ est | « PA00112935 » | Inscrit        | 1944 1946 | Abbaye Saint-Genest                                     |
| Avant-Porte du Croux                                     | Rue de la Porte-du-Croux                                                              | 46° 59′ 12″ nord, 3° 09′ 12″ est | « PA00112949 » | Classé         | 1916      | Avant-Porte du Croux                                    |
| Cathédrale Saint-Cyr-et-Sainte-Julitte                   | Rue du Cloître-Saint-Cyr Rue Abbé-Boutillier Rue de la Cathédrale Rue de la Basilique | 46° 59′ 14″ nord, 3° 09′ 26″ est | « PA00112936 » | Classé         | 1862      | Cathédrale Saint-Cyr-et-Sainte-Julitte                  |
| Chambre des comptes                                      | Rue de l'Oratoire                                                                     | 46° 59′ 16″ nord, 3° 09′ 37″ est | « PA00112937 » | Inscrit        | 1927      | Chambre des comptes                                     |
| Chapelle funéraire de la famille Laborde                 | Cimetière Jean-Gautherin                                                              | 46° 59′ 56″ nord, 3° 10′ 06″ est | « PA58000014 » | Inscrit        | 1999      | Chapelle funéraire de la famille Laborde                |
| Chapelle Notre-Dame-de-Pitié                             | 7 rue Colbert                                                                         | 46° 59′ 38″ nord, 3° 09′ 36″ est | « PA58000029 » | Inscrit        | 2006      | Chapelle Notre-Dame-de-Pitié                            |
| Chapelle des Oratoriens                                  | Rue de l'Oratoire                                                                     | 46° 59′ 16″ nord, 3° 09′ 39″ est | « PA00112938 » | Classé         | 1913      | Chapelle des Oratoriens                                 |
| Chapelle Sainte-Marie                                    | Rue Saint-Martin                                                                      | 46° 59′ 21″ nord, 3° 09′ 30″ est | « PA00112939 » | Classé         | 1862      | Chapelle Sainte-Marie                                   |
| Chapelle Saint-Sylvain                                   | 52 rue Mademoiselle-Bourgeois                                                         | 46° 59′ 47″ nord, 3° 10′ 11″ est | « PA58000019 » | Inscrit Classé | 2001 2002 | Chapelle Saint-Sylvain                                  |
| Confiserie « Au Négus »                                  | 96 rue François-Mitterrand                                                            | 46° 59′ 29″ nord, 3° 09′ 42″ est | « PA58000044 » | Inscrit        | 2015      | Confiserie « Au Négus »                                 |
| Église Notre-Dame                                        | Rue Saint-Genest                                                                      | 46° 59′ 09″ nord, 3° 09′ 19″ est | « PA00112941 » | Classé         | 1923      | Église Notre-Dame                                       |
| Église Sainte-Bernadette du Banlay                       | 23 rue du Banlay                                                                      | 47° 00′ 10″ nord, 3° 09′ 26″ est | « PA58000016 » | Inscrit        | 2000      | Église Sainte-Bernadette du Banlay                      |
| Église Saint-Étienne                                     | Rue Saint-Étienne Rue du charnier                                                     | 46° 59′ 30″ nord, 3° 09′ 51″ est | « PA00112940 » | Classé         | 1840      | Église Saint-Étienne                                    |
| Église Saint-Pierre                                      | Rue des Ardilliers Rue de la Préfecture                                               | 46° 59′ 31″ nord, 3° 09′ 42″ est | « PA00112942 » | Classé         | 1975      | Église Saint-Pierre                                     |
| Église Saint-Sauveur                                     | Place Mossé                                                                           | 46° 59′ 07″ nord, 3° 09′ 27″ est | « PA00112943 » | Classé Inscrit | 1941 1946 | Église Saint-Sauveur                                    |
| Faïencerie de l'Autruche                                 | 8 rue Saint-Genest Rue du Singe                                                       | 46° 59′ 07″ nord, 3° 09′ 21″ est | « PA00112945 » | Inscrit        | 1946 1995 | Faïencerie de l'Autruche                                |
| Hôtel Andras de Marcy                                    | 14 rue Creuse                                                                         | 46° 59′ 27″ nord, 3° 09′ 48″ est | « PA58000018 » | Inscrit        | 2001      | Hôtel Andras de Marcy                                   |
| Hôtel des Bordes                                         | 43 rue de Nièvre                                                                      | 46° 59′ 25″ nord, 3° 09′ 54″ est | « PA00112946 » | Inscrit        | 1944      | Hôtel des Bordes                                        |
| Hôtel Bourgeois                                          | 13 rue des Belles-Lunettes                                                            | 46° 59′ 09″ nord, 3° 09′ 31″ est | « PA00112956 » | Inscrit        | 1946      | Hôtel Bourgeois                                         |
| Hôtel de Fontenay                                        | 15 rue des Récollets                                                                  | 46° 59′ 18″ nord, 3° 09′ 38″ est | « PA00112947 » | Inscrit        | 1946      | Hôtel de Fontenay                                       |
| Hôtel de Maumigny                                        | 12 rue Creuse                                                                         | 46° 59′ 27″ nord, 3° 09′ 49″ est | « PA58000017 » | Inscrit        | 2000      | Hôtel de Maumigny                                       |
| Hôtel de la Monnaie                                      | 7 rue des Récollets                                                                   | 46° 59′ 19″ nord, 3° 09′ 41″ est | « PA58000006 » | Inscrit        | 1997      | Hôtel de la Monnaie                                     |
| Hôtel Tiersonnier                                        | 48 rue Saint-Étienne                                                                  | 46° 59′ 31″ nord, 3° 09′ 49″ est | « PA00112948 » | Inscrit        | 1946      | Hôtel Tiersonnier                                       |
| Hôtel de ville                                           | 1 place de l'Hôtel-de-Ville                                                           | 46° 59′ 16″ nord, 3° 09′ 27″ est | « PA00125321 » | Inscrit        | 1993      | Hôtel de ville                                          |
| Immeuble                                                 | Rue d'Auvergne Rue de la Cathédrale                                                   | 46° 59′ 10″ nord, 3° 09′ 29″ est | « PA00112976 » | Classé         | 1932      | Immeuble                                                |
| Immeuble                                                 | 11 rue des Belles-Lunettes                                                            | 46° 59′ 09″ nord, 3° 09′ 31″ est | « PA00112950 » | Inscrit        | 1946      | Immeuble                                                |
| Immeuble                                                 | 10 rue Creuse                                                                         | 46° 59′ 27″ nord, 3° 09′ 50″ est | « PA00112952 » | Inscrit        | 1946      | Immeuble                                                |
| Immeuble                                                 | 3 quai des Mariniers                                                                  | 46° 59′ 04″ nord, 3° 09′ 22″ est | « PA00112953 » | Inscrit        | 1946      | Immeuble                                                |
| Immeuble                                                 | 65 rue de Nièvre Rue Maubert                                                          | 46° 59′ 23″ nord, 3° 09′ 50″ est | « PA00112954 » | Inscrit        | 1946      | Immeuble                                                |
| Lycée Mirangron                                          | Rue Mirangron Rue des Francs-Bourgeois                                                | 46° 59′ 30″ nord, 3° 09′ 45″ est | « PA00112955 » | Inscrit        | 1984      | Lycée Mirangron                                         |
| Magasin avenue Charles-de-Gaulle (Nevers)                | 43 avenue Charles-de-Gaulle                                                           | 46° 59′ 15″ nord, 3° 09′ 08″ est | « PA58000039 » | Inscrit        | 2011      | Magasin avenue Charles-de-Gaulle (Nevers)               |
| Maison                                                   | 4 rue de l'Evêché 19 rue de la Cathédrale                                             | 46° 59′ 12″ nord, 3° 09′ 28″ est | « PA00112957 » | Inscrit        | 1946      | Maison                                                  |
| Maison                                                   | 40 rue de l'Oratoire                                                                  | 46° 59′ 16″ nord, 3° 09′ 38″ est | « PA00112959 » | Inscrit        | 1946      | Maison                                                  |
| Maison                                                   | 1 rue de la Parcheminerie Place de la République                                      | 46° 59′ 11″ nord, 3° 09′ 33″ est | « PA00112960 » | Classé         | 1970      | Maison                                                  |
| Maison                                                   | 17 rue Saint-Étienne                                                                  | 46° 59′ 28″ nord, 3° 09′ 48″ est | « PA00112961 » | Inscrit        | 1946      | Maison                                                  |
| Maison Bussière                                          | 22 rue Saint-Étienne 2 rue du Lycée                                                   | 46° 59′ 28″ nord, 3° 09′ 47″ est | « PA00112962 » | Classé Inscrit | 1916 2010 | Maison Bussière                                         |
| Maison du prieur de l'abbaye de Saint-Martin             | 7 place Saint-Sébastien                                                               | 46° 59′ 21″ nord, 3° 09′ 41″ est | « PA00112958 » | Inscrit        | 1926      | Maison du prieur de l'abbaye de Saint-Martin            |
| Marché Saint-Arigle                                      | Rue Saint-Vincent Rue du Pont-Cizeau Rue de Nièvre                                    | 46° 59′ 21″ nord, 3° 09′ 48″ est | « PA00112963 » | Inscrit        | 1975      | Marché Saint-Arigle                                     |
| Monument aux morts de la Nièvre                          | Place Carnot Parc Salengro                                                            | 46° 59′ 21″ nord, 3° 09′ 24″ est | « PA58000045 » | Inscrit        | 2016      | Monument aux morts de la Nièvre                         |
| Palais ducal                                             | Place de la République                                                                | 46° 59′ 18″ nord, 3° 09′ 30″ est | « PA00112964 » | Classé         | 1840      | Palais ducal                                            |
| Palais de justice                                        | Place du Palais                                                                       | 46° 59′ 12″ nord, 3° 09′ 27″ est | « PA00112944 » | Classé Inscrit | 1913 1927 | Palais de justice                                       |
| Petit château La Gloriette                               | Place des Reines-de-Pologne                                                           | 46° 59′ 18″ nord, 3° 09′ 34″ est | « PA00125323 » | Inscrit        | 1993      | Petit château La Gloriette                              |
| Portail de la cour des Récollets                         | 30 rue des Récollets                                                                  | 46° 59′ 18″ nord, 3° 09′ 36″ est | « PA00112965 » | Inscrit        | 1943      | Portail de la cour des Récollets                        |
| Porte du Croux                                           | Rue de la Porte-du-Croux                                                              | 46° 59′ 12″ nord, 3° 09′ 14″ est | « PA00112966 » | Classé         | 1862      | Porte du Croux                                          |
| Porte de Paris                                           | Place de la Résistance Rue des Ardilliers                                             | 46° 59′ 33″ nord, 3° 09′ 39″ est | « PA00112967 » | Classé         | 1930      | Porte de Paris                                          |
| Rempart des Carmélites                                   | Rue du Moulin-d'Ecorce                                                                | 46° 59′ 30″ nord, 3° 10′ 04″ est | « PA00112969 » | Inscrit        | 1970      | Rempart des Carmélites                                  |
| Remparts de Nevers Bastion Ravellin de la porte du Croux | Rue de la Porte du Croux                                                              | 46° 59′ 12″ nord, 3° 09′ 14″ est | « PA00112971 » | Classé         | 1945      | Remparts de NeversBastion Ravellin de la porte du Croux |
| Remparts de la tour du Havre à la Loire                  | Promenade des Remparts                                                                | 46° 59′ 06″ nord, 3° 09′ 17″ est | « PA00112970 » | Inscrit        | 1944      | Remparts de la tour du Havre à la Loire                 |
| Remparts et vieux murs de la rue des Ouches              | Rue des Ouches                                                                        | 46° 59′ 20″ nord, 3° 09′ 38″ est | « PA00112972 » | Inscrit        | 1946      | Remparts et vieux murs de la rue des Ouches             |
| Théâtre                                                  | Place des Reines-de-Pologne                                                           | 46° 59′ 18″ nord, 3° 09′ 33″ est | « PA00125322 » | Inscrit        | 1993      | Théâtre                                                 |
| Tour Goguin                                              | Quai des Mariniers                                                                    | 46° 59′ 04″ nord, 3° 09′ 20″ est | « PA00112973 » | Classé         | 1945      | Tour Goguin                                             |
| Tour de l'Horloge                                        | 58, 60, 62 rue du Commerce                                                            | 46° 59′ 23″ nord, 3° 09′ 45″ est | « PA00112951 » | Inscrit        | 1974      | Tour de l'Horloge                                       |
| Tour Saint-Éloi                                          | Boulevard Pierre-de-Coubertin                                                         | 46° 59′ 16″ nord, 3° 09′ 45″ est | « PA00112974 » | Classé         | 1945      | Tour Saint-Éloi                                         |
| Tour Saint-Trohé                                         | En bordure de la Nièvre Entre la place Chaméane et la rue Parmentier                  | 46° 59′ 34″ nord, 3° 10′ 04″ est | « PA00112975 » | Inscrit        | 1942      | Tour Saint-Trohé                                        |
| Vestiges des remparts                                    | Rue de la Fontaine                                                                    | 46° 59′ 15″ nord, 3° 09′ 40″ est | « PA00112968 » | Inscrit        | 1946      | Vestiges des remparts                                   |
| Villa Mauguière                                          | 13 Route des Saulaies                                                                 | 46° 58′ 49″ nord, 3° 08′ 44″ est | « PA58000041 » | Inscrit        | 2013      | Villa Mauguière                                         |